# Paritta
Paritta (pali), traducida generalmente como "protección" o "bendición", se refiere a la práctica budista de recitar ciertos versos y escrituras para protegerse de la desgracia o el peligro, así como a los versos y discursos específicos recitados como textos paritta. La práctica de recitar o escuchar los paritta suttas comenzó muy temprano en la historia del budismo.